# 여자아이 이야기
《여자아이 이야기》(女の子ものがたり 온나노코 모노가타리[*])는 니시하라 리에코의 만화로 후에 영화로 제작되었다. 2005년 쇼가쿠칸에서 단행본으로 발행되었으며, 《상경 이야기》의 속편이다.
2009년에 모리카와 도시유키 감독이 영화로 제작하였다. 주인공 나츠미의 현재 역할로 후카쓰 에리가, 고교생 역에 오고 스즈카, 아역에는 모리사코 이에가 연기하였다.

## 출연

### 주연
- 후카츠 에리
- 오고 스즈카

### 조연
- 후쿠시 세이지
- 후부키 준
- 하루
- 타카야마 유코
- 모리사코 에이
- 이타오 이츠지
- 오쿠누키 카오루
- 다이토 슌스케
- 카쿠 켄토
- 미요시 아야카
- 오치아이 쿄코
- 사이바라 리에코
- 사토 우이
- 에노사와 마나미

## 기타
- 원작자: 사이바라 리에코
- 의상: 야스노 토모코